# Codice civile giuseppino
Il Josephinisches Gesetzbuch o Allgemeines bürgerliches Gesetzbuch è stato un codice civile entrato in vigore nei territori asburgici il 1º gennaio 1787, sotto il regno di Giuseppe II d'Asburgo-Lorena.

## Vicende storiche
L'opera di elaborazione di una codificazione civile austriaca era iniziata per volere di Maria Teresa con il progetto di Codex Theresianus iuris civilis del 1753, ed era approdata alla realizzazione di un'opera imponente, in otto volumi.
Una seconda commissione voluta nel 1772 dalla sovrana terminò i lavori sotto il regno del figlio Giuseppe II, nel 1786, in una fase di intenso riformismo soprattutto in campo giuridico: nel 1781 era stato emanato il regolamento di procedura civile (Allgemeine gerichtsordnung), nel 1787 venne alla luce il Codice penale giuseppino (Josephinisches Strafgesetz) e nel 1788 il regolamento di procedura penale (Kriminalgerichtsordnung).
Il giurista trentino Carlo Antonio Martini nel 1797 modificò il testo del codice civile e della procedura civile giuseppina: questo testo sperimentale fu applicato in via sperimentale in Galizia (si parla infatti di "regolamenti galiziani").
Tuttavia furono le modifiche apportate da Franz von Zeiller che nel 1811 portarono all'emanazione dell'Allgemeines bürgerliches Gesetzbuch (ABGB), il Codice civile austriaco tuttora in vigore.